# Villeconin
Villeconin is een gemeente in het Franse departement Essonne (regio Île-de-France) en telt 637 inwoners (1999). De plaats maakt deel uit van het arrondissement Étampes.

## Geografie
De oppervlakte van Villeconin bedraagt 14,3 km², de bevolkingsdichtheid is 44,5 inwoners per km².
De onderstaande kaart toont de ligging van Villeconin met de belangrijkste infrastructuur en aangrenzende gemeenten.

## Demografie
Onderstaande figuur toont het verloop van het inwonertal (bron: INSEE-tellingen).